# Janice Vieira
Janice Vieira (Lutécia, São Paulo, 1940) é uma bailarina, coreógrafa e musicista brasileira.
Iniciou a sua carreira ainda cedo, montando na década de 1960 a primeira escola de dança de Sorocaba, (no interior de São Paulo), sendo inicialmente uma das pupilas de Maria Olinewa. Ali conseguiu desenvolver uma técnica bastante rigorosa em ballet clássico.
Tendo se apresentado na extinta TV Tupi, Janice iniciou sua consolidação no meio artístico, apresentando coreografias inicialmente clássicas.
Em meados dos anos 70, Janice se aproxima de Maria Duschenes que, em São Paulo, era o maior nome em dança, até então denominada "dança moderna". Na época dividia-se entre as aulas de ballet clássico que ministrava no Studio Janice Vieira em sua cidade natal, e as de dança moderna, que frequentava com Duschenes em São Paulo, e da qual se tornou assistente coreográfica.
Em Sorocaba a coreógrafa iniciou a modalidade de dança moderna, nascendo então o "Pró-Posição Ballet Teatro", grupo de notável movimento que apresentaria mais tarde inteligentes e inovadoras formas e espaços no circuito cultural paulista. Conheceu Denilto Gomes, e ambos começaram a desenvolver trabalhos de suma importância para a história da dança contemporânea brasileira. Juntos passaram uma temporada nos Estados Unidos da América, estudando e absorvendo informações, tendo contato com importantes nomes, tais como Bob Wilson e Alwin Nikolais.
De regresso ao Brasil, montaram o espetáculo Boiação, em março de 1976, trabalho que teve grande repercussão. Posteriormente, Janice e Denilto criaram O silêncio dos pássaros, em 1977, trabalho que contou com a direção de Roberto Gill Camargo, diretor, dramaturgo e iluminador. Em O silêncio dos pássaros, Janice e Denilto desenvolveram movimentos em meio a um cenário composto por andaimes que representavam uma gaiola, que ambos subiam chegando até o teto, representando uma tentativa de liberdade. O espetáculo rendeu a Denilto o premio da Associação Paulista de Críticos de Arte (APCA) de melhor bailarino.
Passaram pelas mãos de Janice Vieira importantes artistas como Ismênia Rogich, Maia JR, Dóris Rodrigues Garcia, Izilda Marcondes, Regina Claro, Monica Minelli, Telma Tessilla, Mantovanni e Marly Monteiro, dentre muitos outros, inclusive atores famosos como Eliane Giardini e Paulo Betti.
Em fevereiro de 2008 foi lançado o livro A Dança Interior - O Universo de Janice Vieira, escrito pelo jornalista Cristiano Sant'Ana, fruto de uma pesquisa realizada em 2006 e que enfoca a vida e a obra da bailarina.